# Puberté forcée
 (juin 2023).

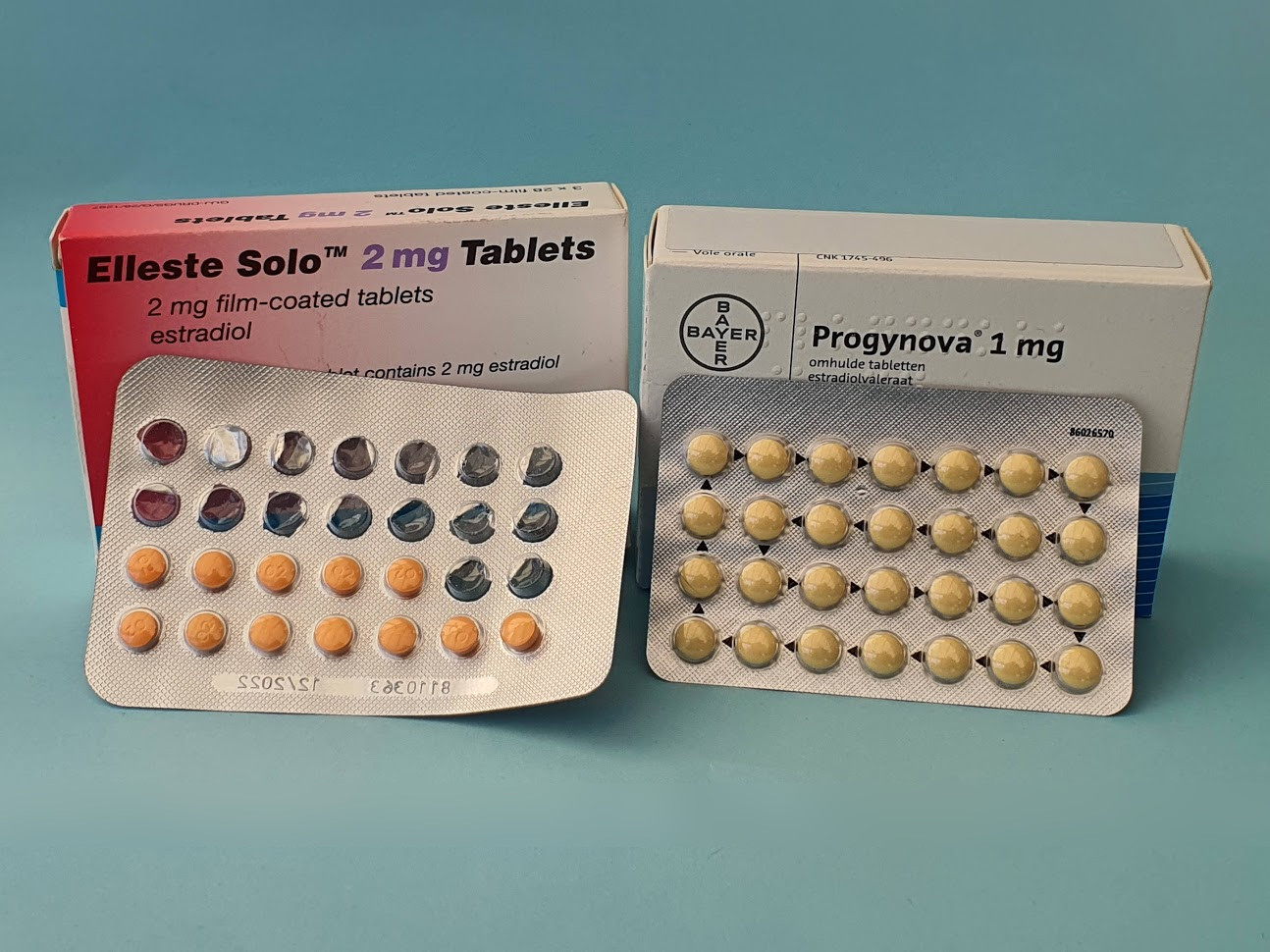
Pilules d'oestrogènes.

La puberté forcée est un type de puberté précoce induite par médicamention forcée, constituant une forme de maltraitance.

## Situation en Syrie
La pratique de la puberté forcée a été identifiée vers 2020 par des équipes du Fonds des Nations unies pour la population, en particulier chez les populations déplacées au nord de la Syrie. Selon les témoignages recueillis par des travailleurs humanitaires, des mères de famille syriennes se procurent des traitements hormonaux afin d'accélérer la puberté de leur fille, permettant de les marier plus tôt et ainsi de réduire la charge financière pour la famille. Le sujet est développé dans l'édition 2021 du rapport Voices From Syria. Un gynécologue coopérant affirme avoir décliné de nombreuses demandes de ce type.

## Risques
Les conséquences de cette pratique pour les filles concernées sont, au niveau strictement médical, similaires à celles d'une autre puberté précoce. S'y ajoutent des risques souvent un arrêt de tout accès à l'éducation et l'exposition aux violences et à une grossesse très précoce.